# Scottie Lewis
George Scott "Scottie" Lewis Jr. (El Bronx, Nueva York; 12 de marzo de 2000) es un jugador de baloncesto estadounidense que pertenece a la plantilla de los London Lightning de la Basketball Super League. Con 1,96 metros de estatura, juega en la posición de escolta.

## Trayectoria deportiva

### Universidad
Tras haber disputado en su etapa de instituto el prestigioso McDonald's All-American Game, jugó dos temporadas con los Gators de la Universidad de Florida, en las que promedió 8,2 puntos, 3,4 rebotes,  1,2 asistencias, 1,4 robos de balón y 1,1 tapones por partido. En su primera temporada fue incluido en el mejor quinteto freshman de la Southeastern Conference.
Al término de su segunda temporada se declaró elegible para el draft de la NBA, contratando agente y renunciando a su elegibilidad universitaria.

#### Estadísticas
| Año     | Equipo  | PJ | PT | MPP  | %TC  | %3P  | %TL  | RPP | APP | ROB | TPP | PPP |
| ------- | ------- | -- | -- | ---- | ---- | ---- | ---- | --- | --- | --- | --- | --- |
| 2019–20 | Florida | 30 | 22 | 29.1 | .441 | .361 | .817 | 3.6 | .8  | 1.2 | 1.2 | 8.5 |
| 2020–21 | Florida | 21 | 9  | 25.6 | .445 | .318 | .673 | 3.1 | 1.5 | 1.6 | 1.0 | 7.9 |
| Total   | Total   | 51 | 31 | 27.6 | .443 | .343 | .759 | 3.4 | 1.1 | 1.4 | 1.1 | 8.2 |

### Profesional
Fue elegido en la quincuagésimo sexta posición del Draft de la NBA de 2021 por los Charlotte Hornets, equipo con el que el 3 de agosto firmó un contrato dual que le permite jugar también en el filial de la G League, los Greensboro Swarm.

## Estadísticas de su carrera en la NBA

### Temporada regular
| Año     | Equipo    | PJ | PT | MPP | %TC | %3P | %TL  | RPP | APP | ROB | TPP | PPP |
| ------- | --------- | -- | -- | --- | --- | --- | ---- | --- | --- | --- | --- | --- |
| 2021-22 | Charlotte | 2  | 0  | 3.5 | -   | -   | .500 | .0  | .5  | .5  | .0  | .5  |
| Total   | Total     | 2  | 0  | 3.5 | -   | -   | .500 | .0  | .5  | .5  | .0  | .5  |